# The Honor of His Family
The Honor of His Family è un cortometraggio muto del 1910 diretto da David W. Griffith e sceneggiato da Frank E. Woods.

## Trama
Il vecchio colonnello Pickett è felice che il figlio continui le tradizioni militari della famiglia e quando il ragazzo si prepara ad andare in battaglia alla testa di un gruppo di volontari, lo accompagna alla partenza, tutto orgoglioso di lui. Dalla sua casa, il colonnello segue con un binocolo il fumo della battaglia e immagina le gloriose imprese del figlio. A un tratto, però, lo vede irrompere nella stanza in preda al terrore. All'inizio, il colonnello non riesce a comprendere pienamente ciò che sta succedendo poi si rende conto che il figlio è fuggito dal campo di battaglia. Il colpo è terribile: suo figlio sarà impiccato come un codardo macchiando l'onore della famiglia! Il colonnello si avvicina al figlio e quando si ritira, il giovane giace morto per terra. Nasconde allora il corpo del figlio fino al tramonto. Quando cala il buio, trascina il cadavere e lo mette, con la spada in mano, davanti alle linee nemiche, così da mostrare che il giovane è caduto combattendo valorosamente.

## Produzione
Il film fu prodotto dalla Biograph Company e venne girato a Coytesville, nel New Jersey.

## Distribuzione
Il copyright del film, richiesto dalla Biograph Co., fu registrato il 26 gennaio 1910 con il numero J137729. Distribuito dalla Biograph Company, il film - un cortometraggio in una bobina - uscì nelle sale cinematografiche statunitensi il 24 gennaio 1910.